# Ne bom več luzerka
Ne bom več luzerka je slovenski celovečerni dramski film iz leta 2019 v režiji in po scenariju Urše Menart. Na 21. festivalu slovenskega filma je prejel vesno za najboljši celovečerni film, ob tem pa še vesni za najboljši scenarij in stransko žensko vlogo.

## Nastopajoči
- Eva Jesenovec kot Špela
- Živa Selan kot Suzi
- Saša Pavček kot Špelina mama Ksenija
- Špela Rozin kot Babi
- Branko Završan kot Špelin oče Rudi
- Jurij Drevenšek kot Andraž
- Tina Potočnik kot Eva
- Lara Vouk kot Nina
- Aljaž Jovanović kot Mare
- Timon Šturbej kot Seba
- Matic Lukšič kot Miki
- Vladimir Kušič kot Denis
- Marinka Štern kot lastnica galerije
- Neda Bric kot pomočnica direktorice muzeja
- Nika Ham kot Katarina